# Khodāverdī Khān Kandī
Khodāverdī Khān Kandī (persiska: خُداوِردي‌خان‌كَندی, آدِهِ مُرتِضَىپاشا, خداوردی‌خان‌کندی, Khodāverdīkhān Kandī) är en ort i Iran.   Den ligger i provinsen Västazarbaijan, i den nordvästra delen av landet, 600 km väster om huvudstaden Teheran. Khodāverdī Khān Kandī ligger 1 284 meter över havet och antalet invånare är 211.
Terrängen runt Khodāverdī Khān Kandī är huvudsakligen platt, men söderut är den kuperad.Runt Khodāverdī Khān Kandī är det ganska tätbefolkat, med 185 invånare per kvadratkilometer. Närmaste större samhälle är Urmia, 18,5 km söder om Khodāverdī Khān Kandī. Trakten runt Khodāverdī Khān Kandī består till största delen av jordbruksmark.